# ألفرد فرانكلين
ألفرد فرانكلين (بالفرنسية: Alfred Franklin)‏ هو أمين مكتبة ومؤرخ فرنسي، ولد في 16 ديسمبر 1830 في فرساي في فرنسا، وتوفي في 10 يوليو 1917 في فيرفلاي ‏ في فرنسا.